# Žlica
Žlíca izgovarjava [ˈʒliːt͡sa] je priprava in pripomoček za zajemanje zlasti tekočih jedi – jedilna žlica. Sestavljena je iz plitke sklede (znane tudi kot glava), ovalne ali okrogle, na koncu ročaja. Je vrsta jedilnega pribora, zlasti kot del pogrinjka, ki se uporablja predvsem za prenašanje hrane v usta. Žlice se uporabljajo tudi pri pripravi hrane za merjenje, mešanje in premikanje sestavin ter za serviranje hrane. Današnje žlice so izdelane iz kovine (zlasti ploščatega srebra ali (gospodinjske) srebrnine, prevlečene ali masivne), lesa, porcelana ali plastike. Obstaja veliko različnih žlic, ki so izdelane iz različnih materialov in iz različnih kultur za različne namene in živila. Manjša žlica je žlíčka.

## Etimologija
Ime žlica izhaja praslovanščine: *lъžica (lŭžĭca) (*lyžьka (lŭžĭka)), iz *lъga (ukrivljanje) + *-ica : starovzhodnoslovansko/starorusko лъжица, лъжька, cerkvenoslovansko/staroslovansko лъжица, ukrajinsko ло́жка, bolgarsko лъжи́ца, [ла̀жица] Napaka: {{Jezik-xx}}: Non-latn text (pos $1)/Latn script subtag mismatch (pomoč), жли̏ца, lažica, žlȉca, slovensko: žlíса, staročeško lžícě, češko žliсе, lžiсе : zahodnobohemijsko (chodsko narečno) žíce : moravsko (mistriško narečno) užica : narečno lеžkа, poljsko łyżka, slovinsko lgièt (*lъgъtь) – zidarska gladilka, gornjesrbsko łžiса, dolnjesrbsko łžуса, polabsko lazéića.
Verjetno povezano z albansko lugë, luga – žlica, vzhodnoosetinsko ali̥gd – zareza, rez, ali̥gdi̥n – zarezovati, staroindijsko/sanskrtsko rujáti – tresiti. Sorodno dansko ske : švedsko, sked – žlica : starovisokonemško sceido^n – cepiti, staroangleško spón – žlica; starovisokonemško spa^n – drobec, staroislandsko spánn, sраnn – drobec, žlica.
Ime za žlico v nekaterih slovanskih jezikih prikazuje razpredelnica:
| belorusko | bolgarsko | češko | hrvaško                  | makedonsko | rusko | slovaško             | srbsko        | ukrajinsko |
| --------- | --------- | ----- | ------------------------ | ---------- | ----- | -------------------- | ------------- | ---------- |
| лыжка     | лъжи́ца    | lžíce | žlíca                    | ла̀жица     | ло́жка | lyžica               | kašika кашика | ло́жка      |
|           |           |       | - ožica - zlica - kašika |            |       | - lyžicový - lyžička |               |            |

- Žlica s posebno konico za kivi ali melone
- Žlici za solato
- Hladni žitni kosmiči za zajtrk v desertni žlički
- Žlica za bujon iz nerjavnega jekla